# Brachiacantha lepida
Brachiacantha lepida är en skalbaggsart som beskrevs av Étienne Mulsant 1850. Brachiacantha lepida ingår i släktet Brachiacantha och familjen nyckelpigor. Inga underarter finns listade i Catalogue of Life.